# Riccardo Lorenzetti
Riccardo Lorenzetti (Sinalunga, 25 dicembre 1966) è uno scrittore italiano.

## Biografia
Il suo primo libro, edito da Betti-Primamedia esce nel 2012: L'anno che si vide il Mondiale al Maxischermo ed altri racconti, dal quale viene tratto lo spettacolo teatrale Massischermo, interpretato da Gianni Poliziani e Francesco Storelli. Nel 2014 esce, per Armando Curcio Editore, La Libertà è un colpo di tacco, dal quale viene tratto lo spettacolo teatrale omonimo, interpretato da Roberto Ciufoli con la regia di Manfredi Rutelli e le musiche di Massimiliano Pace. Il libro è tra i dieci volumi più venduti della narrativa sportiva del 2014.
Nel 2016 esce per Urbone Publishing L'Amore ai tempi di Mourinho e nel 2018, per Absolutely Free, Il Paese più Sportivo del Mondo, dal quale viene tratto lo spettacolo omonimo, interpretato da Alessandro Waldergan e Lorenzo Bartoli per la regia di Manfredi Rutelli, e Gino andava a vapore di Emiliano Buttaroni.
Nel 2020 esce Un bellissimo spreco di tempo, per Absolutely Free. Nel 2021 è la volta di Un'Impresa impossibile: le grandi storie del calcio piccolo, per Urbone Publishing.